# La Traca
|  | Per a altres significats, vegeu «La Traca (llibre)». |

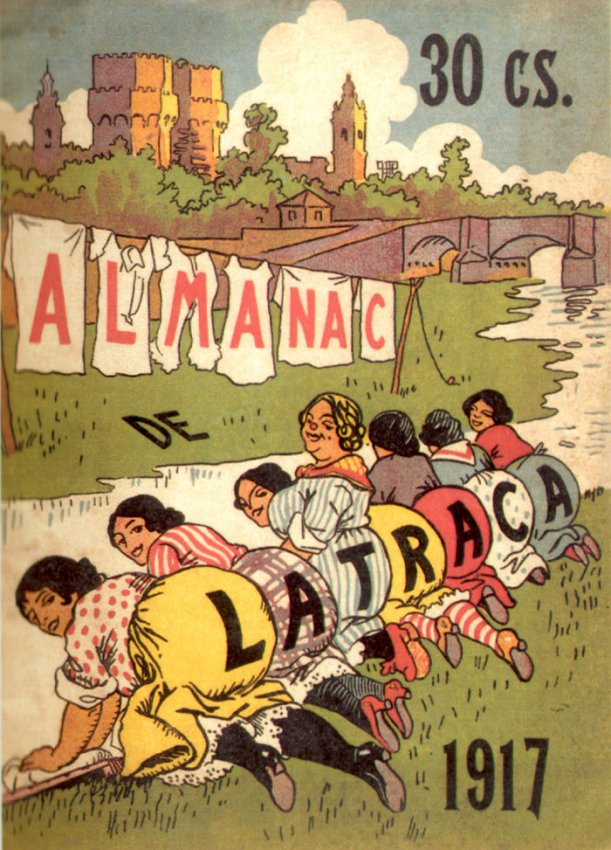
Portada de La Traca de 1917.

La Traca fou una revista satírica creada a la ciutat de València el 15 de novembre del 1884, dirigida en gran part de la seua trajectòria pel periodista Vicent Miguel Carceller. Al llarg de la seua història ha tingut diversa periodicitat, interrompuda diverses vegades per censures i s'ha publicat tant en valencià com en castellà. Va tindre diferents noms al llarg del temps, com La Sombra i La Chala.

## Història

### Inicis
La Traca va ser una revista en valencià d'humor satíric de caràcter costumista, en l'estil dels sainets de la València de finals i principis de segle. Es publicava amb el subtítol "revista pa la chent de tro" i va estar dirigida per Manuel Lluch i Soler, amb Luís Cebrián com a redactor en cap. Ambdós eren deixebles de Constantí Llombart, amb qui ja havien col·laborat a la publicació satírica El Dotor Cudol. Va ser suspesa la seua publicació fins a 7 vegades, sent la definitiva la del 13 de març de 1887, que acabà amb el director a la presó. Amb tot i això, La Traca, amb periodicitat incerta, encara es va publicar amb diferents canvis de nom durant el 1888 i finals del 1889, fins a la seua desaparició definitiva el 1892. Abans, però, van atorgar, el 1887, els primers premis fallers de la història. L'esperit de la Traca encara viuria amb noves capçaleres, com La gran dispará, publicada en 1893 per Lluch Soler i Rafael Azopardo, o La Troná, el 1894. El juliol del mateix any apareix una Nova Traca, hereva en esperit i que sols durà sis números. El 1899 apareix L'infern, de característiques semblants.

### Vicent Miguel Carceller
La ressurecció de la publicació es produeix el 1908, i encara patiria algun canvi de capçalera més (La Traca Nova, 11 de setembre de 1909) fins a assentar-se el nom La Traca a partir del 1912. En este moment apareix Vicent Miguel Carceller, qui serà el gran editor del setmanari. El periodista valencià va reobrir la revista en desembre del 1911, junt a un grup de periodistes republicans on destacava Félix Azzati, si bé l'altra gran figura del setmanari serà la de Josep Calpe de Sabino, soci capitalista de Carceller i qui figura com a propietari de la capçalera en el registre, si bé en poc més d'un any seria substituït per Carceller. En esta etapa, al capdavant de la publicació, a banda de Carceller i Calpe, hi participen Josep Moreno Gay, Joaquim Herrero i Eduardo Gisbert. La publicació prompte és un èxit, fent que aparegueren prop d'una dotzena d'imitadors, així com multiplicitat de judicis i denúncies pel contingut del setmanari, especialment pel que fa al contingut eròtic dels dibuixos. Estes denúncies posaven en risc la viabilitat de l'empresa i la llibertat del director, però també eren efectives maneres de promocionar una capçalera que a un preu de cinc cèntims de pesseta, aconseguiria tirades de 12.000 exemplars el 1913, de les quals 6.000 es venien per correu fora de la ciutat. A principis de 1914 La Traca ja venia més que qualsevol altre diari de la ciutat i augmentaria la tirada a 14.000 exemplars, publicant un almanac per a 1915 de 30.000 exemplars.

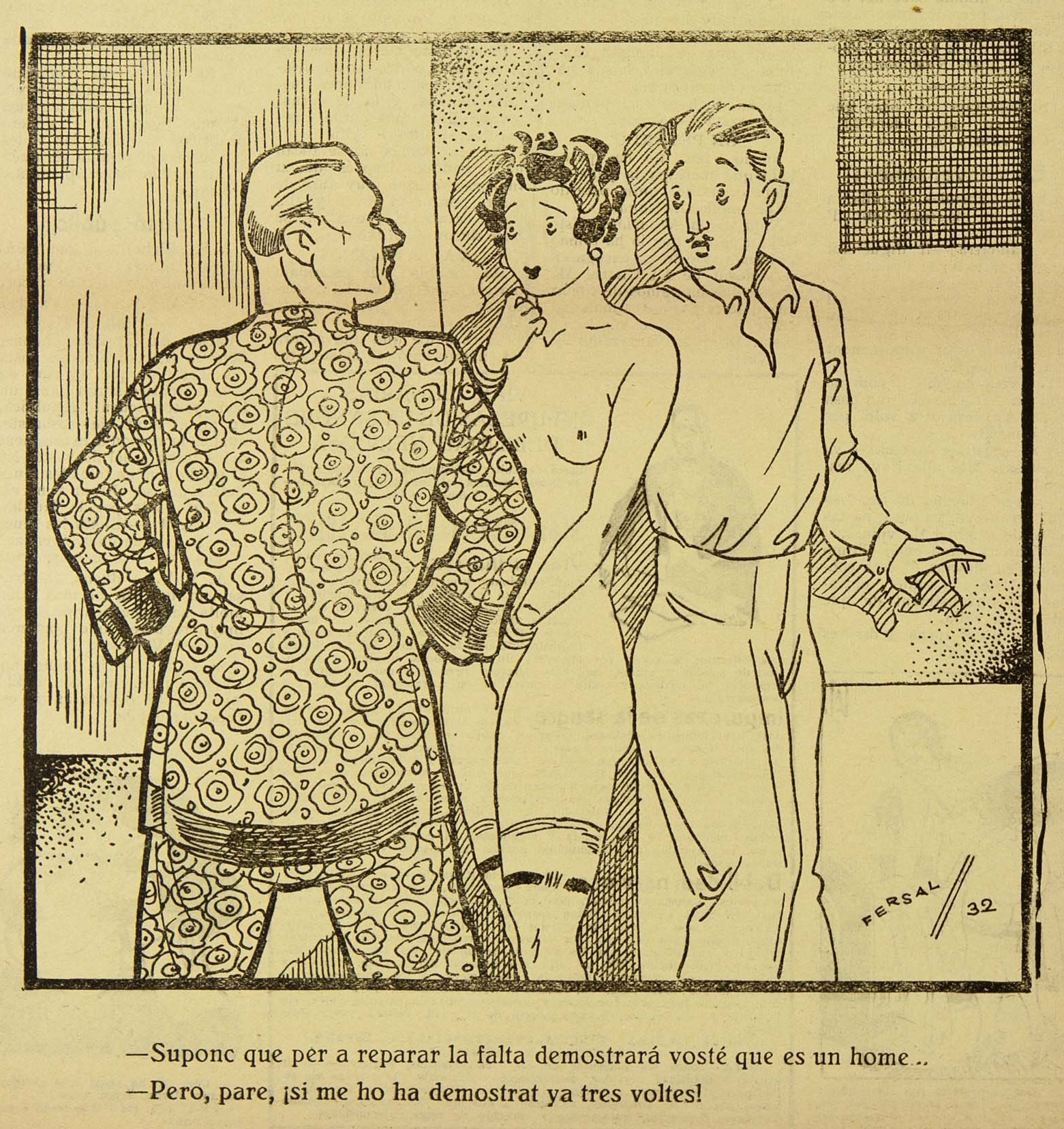
Acudit eròtic de La Chala, 1932.

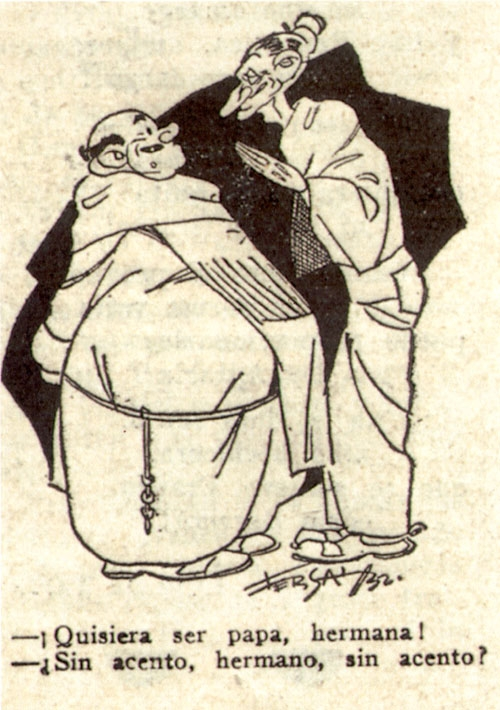
Acudit crític amb l'Església, publicat a La Traca per Fersal en 1932

L'abril de 1916 es produeix un trencament entre el director de La Traca, Vicent Miguel Carceller i l'antic soci capitalista Josep Calpe, qui amb un grup d'exredactors de la revista fundaria La Matraca, imitadora de l'humor i estètica de La Traca, però amb un humor més suau, ja que els redactors s'escindeixen en considerar que Carceller traeix l'esperit original de La Traca publicant acudits massa pujats de to per a vendre més exemplars, tot i arriscar-se a patir moltes multes i suspensions que, en efecte, ocorren durant tot el període. Tanmateix, l'estratègia de Carceller es demostra encertada, ja que La Matraca tancaria després de poc més de quatre mesos, i Calpe hauria de fugir de la ciutat a causa de les pèrdues acumulades.
L'augment de les tirades de La Traca faria que el marge de benefici fora menor, especialment durant la Primera Guerra Mundial, a causa de la manca de paper, i l'increment en el preu de la matèria. A principis de 1918 doblen el preu fins als 10 cèntims, publicant, a canvi, un suplement d'historietes còmiques anomenat Pim, Pam, Pum, que es cancel·laria als dos mesos, quan la publicació torna al preu original. Segurament la causa de la cancel·lació fon la disminució de vendes atribuïble per l'augment de preu.
Durant la dècada de 1920, l'activitat de l'editorial Carceller continuarà a gran ritme, especialment a partir de 1922 amb la publicació de la taurina El Clarín.
El juliol de 1923 La Traca anuncia canvis, que seran un augment de la càrrega eròtica, i el fitxatge de dibuixants especialitzats. Com a conseqüència, dibuixos d'artistes com Enric Pertegás i Oximel provocaran una actuació judicial en setembre de 1923. Amb l'arribada de la dictadura de Primo de Rivera, el setmanari pateix una forta censura que obliga a publicar-la amb els textos censurats en blanc, i el 1924 se suspèn durant sis anys la publicació en el seu número 659, a causa d'una denúncia per contingut antireligiós, i dos mesos més tard apareix una nova revista: La Sombra "semanari festiu y lliterari", que no deixa de ser la mateixa publicació, amb un altre nom per a burlar la suspensió. Malgrat que el to de la revista seria molt més suau des del primer número, fent desaparèixer els continguts anticlericals o eròtics. Huitanta-set números més tard, el 1926, el setmanari deixaria de publicar-se sense cap raó concreta, ja que amb una tirada d'entre 15.000 i 20.000 exemplars, La Sombra gojava de bona vida i no es coneixien actuacions o denúncies de la censura. De seguida Carceller publica una nova capçalera amb el mateix tipus de seccions i capaçaleres que les anteriors, La Chala, revista que ja no va ser tancada. El primer número data del 17 d'abril de 1926. El nom de "La Chala" no era nou, atès que abans ja s'havia publicat com a revista fallera lligada a la Falla de Na Jordana el 1891 i un primer intent de revista satírica semanari humoristic y chustisier publicat per Cristòfol Monzó en 1908. El nom, tanmateix, prové d'un sainet d'Eduard Escalante.
En este període, La Chala té una tirada de més de 15.000 exemplars, que s'amplia a 25.000 en els números extraordinaris, i subscriptors a Catalunya, Madrid, L'Havana i Buenos Aires. A la capital argentina s'havia obert una delegació, dirigida per Mariano Ballester Pastor. Un lector estranger fou Vicent Blasco Ibáñez, amic de l'editor, a qui se li enviava la publicació.

### La República

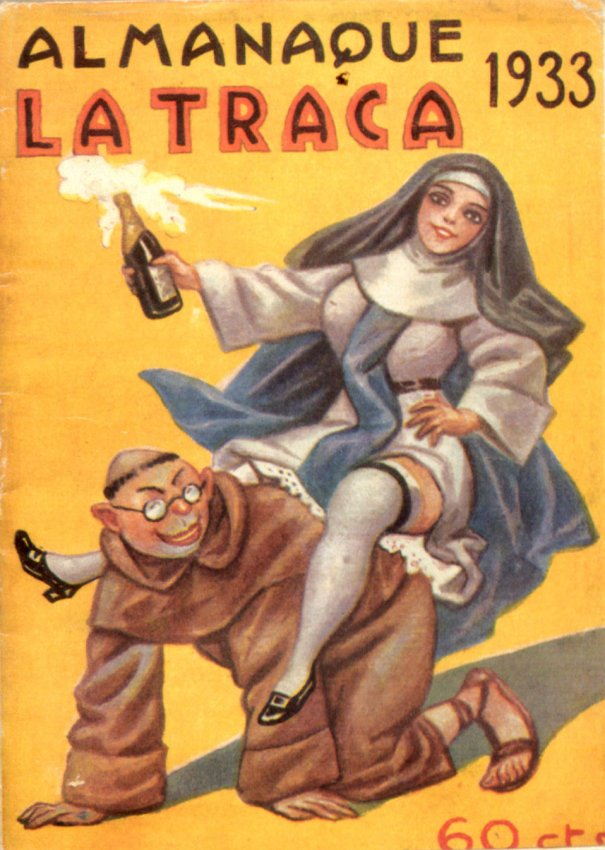
Portada de La Traca de 1933.

Amb l'arribada de la Republica, La Traca passa a publicar-se en castellà, ja que, animats per l'èxit de La Chala, revista que continua publicant-se i en valencià, Carceller aprofitarà la censurada capçalera per a publicar-ne els continguts a tot l'estat mentre el seu humor es fa més cruent i, sobretot, encara més polític, alineant-se a favor del Front Popular. En aquell moment, la publicació va ser coneguda pel seu anticlericalisme, especialment en esclatar la guerra i per la secció "¿Qué haría usted con la gente de sotana?" on es convidava els lectors a enviar soflames anticlericals per a ser publicades. A la nova etapa, La Traca aconsegueix publicar més de 500.000 exemplars en tot l'estat, fins a la seua desaparició, junt amb La Chala en 1938.
Amb l'entrada de les forces feixistes a València, la revista desapareix. Se'n van confiscar els números i es va afusellar el seu director, Carceller, juntament amb altres col·laboradors com Carlos Gómez Carrera i Modest Méndez Álvarez. Un altre col·laborador, Carnicero, va ser empresonat en acabar la guerra. El col·laborador català Josep Altimira i Miramon, que signava amb el pseudònim Oxymel, va poder salvar la vida perquè va acceptar la proposta dels vencedors de dedicar-se a realitzar treballs artístics per a l'exèrcit. La col·lecció completa de la revista d'aquesta època es pot trobar hui dia a l'Arxiu de Salamanca.

### Llegat
La quarta etapa de la revista, una altra vegada en valencià, va ser com a suplement satíric de la revista fallera Pensat i Fet. El primer número d'aquesta etapa data de 1997. Ho fa amb el subtítol revista per a la gent de tro. Publicat amb periodicitat anual, La Traca deixaria de publicar-se, junt a Pensat i Fet, en 2010.
Pel seu nom, hi ha hagut històricament nombroses revistes falleres o vinculades a falles, amb el mateix nom o semblant que cal no confondre amb la famosa publicació satírica. Exemples de publicacions diferents però amb el mateix nom el trobem l'abril de 2008 quan apareix una nova capçalera, escrita en castellà, amb el subtítol de «Revista de fiestas de la Comunidad Valenciana».

## Relació de capçaleres[26]
- La Traca, semanari pala chent de tró (15 de novembre de 1884 - 13 de març de 1887, 113 números i 7 suspensions).
- La Nova Traca, pregonera de toda clase de porquerías españolas y especialmente valencianas (1894, sis números).[7]
- La Traca, continuaora de l'anterior (1908, almenys cinc números).
- La Traca Nova, seguidora del periódico alegre y festivo que en otras épocas tan ruidoso éxito alcanzó (11 de setembre de 1909, almenys altres cinc números).
- La Traca, Nova (25 de desembre de 1911 - 25 de juliol de 1912).
- La Traca, Semanari bilingüe, festiu i lliterari (28 de setembre de 1912, comença amb el número 46 i seria suspesa en el número 659. Cal contar alguns balls de números per esquivar la censura, i alguns almanacs).
- La Sombra (19 de juliol de 1924 - 3 d'abril de 1926, 87 números).
- La Chala (3 d'abril de 1926 - 1935, 186 números i almenys dos almanacs. Va incloure un suplement faller).
- La Traca (21 d'abril de 1931 -1934, 1936-1938, es desconeix el total de números, que s'estima en 600).

## Col·laboradors
Segona i Tercera etapa
- Vicent Miguel Carceller
- Enric Pertegás (Tramús, Sade, Marqués de Sade)
- Carlos Gómez Carrera (Bluff)
- Enric Soler i Godes -Només a La Chala-
- Juan Pérez del Muro
- Arturo Ballester Marco
- Modest Méndez Álvarez (MA, G)
- Enrique Martínez Echevarría (Echea)
- Josep Soriano i Izquierdo (Ley)
- Ricardo García López (K-Hito)
- Miguel Martínez Verlichi (Palmer)
- Manuel González Martí (Folchi)
- Fernando Perdiguero Camps (Menda)
- Bartolito
- Alamar
- José María Carnicero Hernández
- López Rey -Només a La Chala-
- Manuel Tovar Siles (Tovar) -Només a La Chala-

Quarta etapa
- El Gat Invisible